# مغناطیس‌سنج

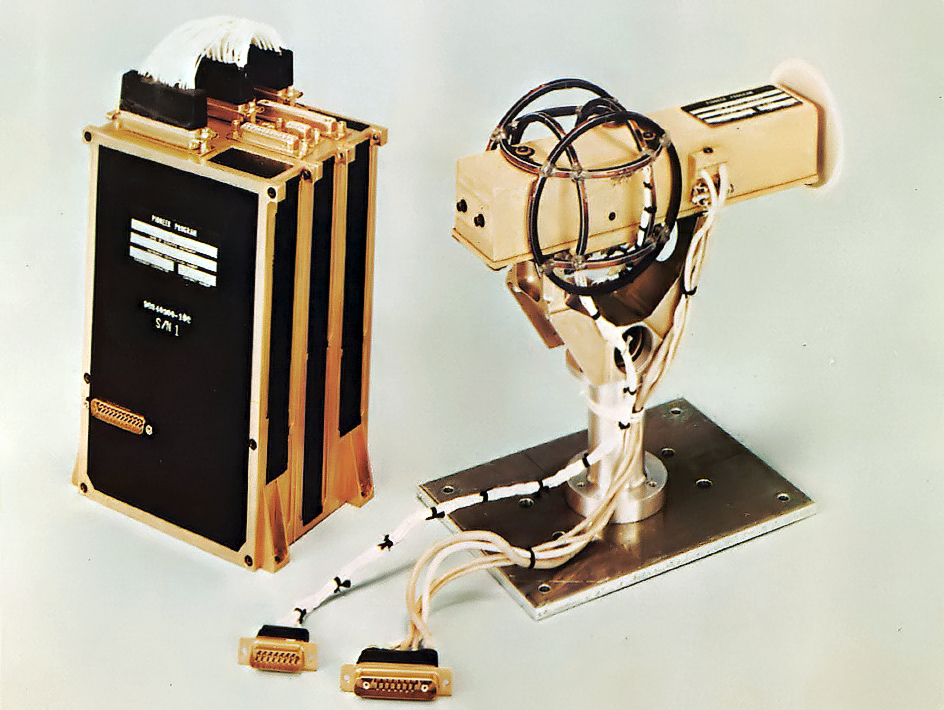
مغناطیس‌سنج هلیوم وکتور (HVM) در فضاپیماهای پایونیر ۱۰ و پایونیر ۱۱

مغناطیس‌سنج (انگلیسی: Magnetometer) یا حسگر مغناطیس، ابزاری است که مغناطیس حاصل از مغناطش مواد مغناطیسی مانند فرومغناطیس یا جهت، قدرت و تغییر نسبی میدان مغناطیسی در یک مکان خاص اندازه‌گیری می‌کند. قطب‌نما نمونه ساده یک مغناطیس‌سنج است که جهت یک میدان مغناطیسی را نشان می‌دهد.
نخستین مغناطیس‌سنجی که قادر به اندازه‌گیری شدت مطلق مغناطیس بود در سال ۱۸۳۳ توسط کارل فریدریش گاوس اختراع شد و پیشرفت‌های قابل توجهی در سده ۱۹ صورت گرفت که برخی از آنها مانند اثر هال همچنان به شکلی گسترده مورد استفاده قرار می‌گیرند.
مغناطیس‌سنج‌ها به شکل گسترده‌ای در اندازه‌گیری میدان مغناطیسی زمین و در نقشه‌برداری ژئوفیزیکی به منظور شناسایی انواع مختلف ناهنجاری مغناطیسی و همچنین در مسائل نظامی جهت تشخیص زیردریایی‌ها و یا به عنوان بک آپ سامانهٔ موقعیت‌یابی جهانی به‌کار می‌روند. در نتیجه برخی کشورها مانند ایالات متحده، کانادا و استرالیا، مغناطیس‌سنج‌های حساس‌تر را به عنوان فناوری نظامی طبقه‌بندی کرده و توزیع و انتشار آنها را کنترل می‌کنند.
مغناطیس‌سنج را می‌توان به عنوان فلزیاب نیز مورد استفاده قرار داد. این دستگاه‌ها می‌توانند نه‌تنها فلزات مغناطیسی (آهنی) را تشخیص داده بلکه اطلاعاتی در مورد سازه های زیر زمین و حفرات و فلزات دفن شده در ژرفای بیشتری نسبت به فلزیاب‌ها و تجهیزات باستان شناسی ارعه دهد . همچنین امکان شناسایی اشیای بزرگ مانند خودروها را نیز در ژرفای ده‌ها متری دارند، در حالی که برد ژرفای یک فلزیاب عادی به ندرت به بیش از دو متر می‌رسد.
از دیگر کاربرد های صنعتی مغناطیس سنجی ازمونهای  غیرمخرب فلزات جهت شناسایی ریزترک های زیرسطحی است